# Eretmichthys pinnatus
Eretmichthys pinnatus är en fiskart som beskrevs av Garman, 1899. Eretmichthys pinnatus ingår i släktet Eretmichthys och familjen Ophidiidae. Inga underarter finns listade i Catalogue of Life.